# Yebba
Yebba, pseudonimo di Abigail Elizabeth Smith (West Memphis, 16 gennaio 1995), è una cantautrice statunitense.

## Biografia
Salita alla ribalta con la sua vittoria del Grammy Award alla miglior interpretazione R&B tradizionale del 2019 per How Deep Is Your Love, ha visto la svolta commerciale nello stesso anno dopo aver collaborato con Mark Ronson nel singolo Don't Leave Me Lonely, incluso nel suo album in studio Late Nights Feelings, che le ha valso il suo primo ingresso nella Official Singles Chart. Ha poi inciso come artista ospite Best Part of Me, che ha esordito nella Hot 100 statunitense, oltre a ricevere una certificazione d'oro dalla British Phonographic Industry, Music Canada, IFPI Danmark, Związek Producentów Audio-Video e Associação Fonográfica Portuguesa.
Distance (2019) è stato candidato per il riconoscimento alla miglior interpretazione R&B tradizionale ai Grammy Awards 2021. Si tratta del singolo apripista dell'album in studio di debutto Dawn, reso disponibile dalla RCA Records nel settembre 2021. How Much Can a Heart Take, una collaborazione con Lucky Daye, è stata candidata dalla National Academy of Recording Arts and Sciences in occasione della 64ª edizione dei Grammy Award.

## Discografia

### Album in studio
- 2021 – Dawn

### EP
- 2022 – Live at Electric Lady

### Singoli
- 2017 – Evergreen
- 2019 – Where Do You Go
- 2019 – Distance
- 2021 – October Sky
- 2021 – The Past and Pending
- 2021 – Louie Bag (feat. Smino)
- 2021 – Boomerang
- 2021 – All I Ever Wanted
- 2021 – Boomerang
- 2022 – The Age of Worry
- 2023 – Waterfall (I Adore You)

### Collaborazioni
- 2019 – Don't Leave Me Lonely (Mark Ronson feat. Yebba)
- 2019 – Best Part of Me (Ed Sheeran feat. Yebba)